# Haemaphysalis cornigera
Haemaphysalis cornigera este o specie de căpușe din genul Haemaphysalis, familia Ixodidae, descrisă de Neumann în anul 1897. Conform Catalogue of Life specia Haemaphysalis cornigera nu are subspecii cunoscute.